# Show Boat (film, 1929)
Pour les articles homonymes, voir Show Boat.
Pour plus de détails, voir Fiche technique et Distribution.
Show Boat est un film américain réalisé par Harry A. Pollard, sorti en 1929, d'après une nouvelle de Edna Ferber. Le film est une adaptation de la comédie américaine du même nom, Show Boat.

## Fiche technique
- Réalisation : Harry A. Pollard
- Scénario : Charles Kenyon d'après un roman de Edna Ferber
- Directeur musical : Victor Baravalle (prologue)
- Date de sortie : 17 avril 1929
- Production : Universal Pictures
- Durée : 129 minutes
- Type : semi-parlant[1]

## Distribution
- Laura La Plante : Magnolia Hawks

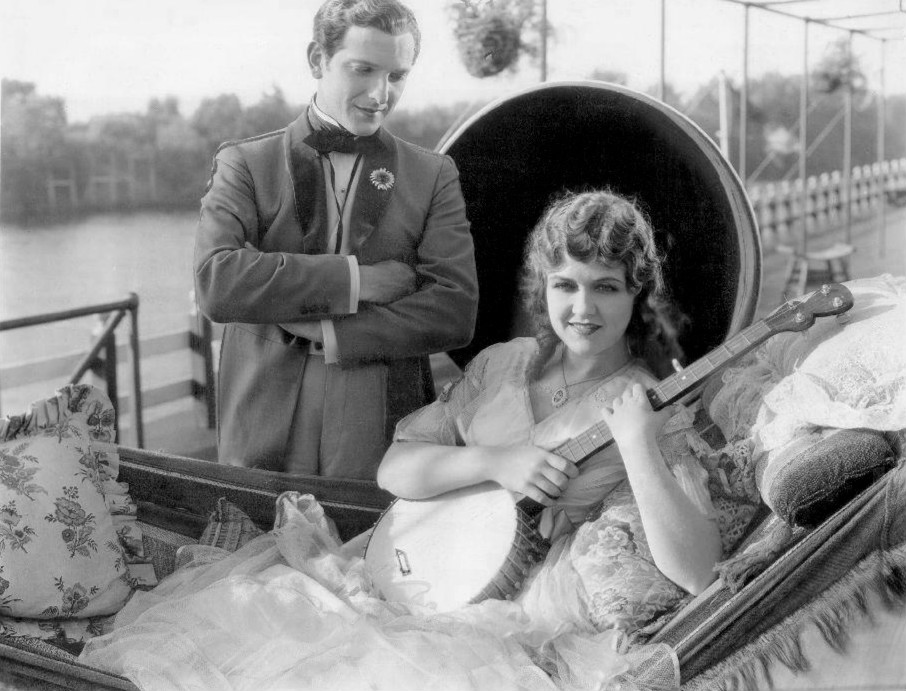
Laura La Plante et Joseph Schildkraut.

- Joseph Schildkraut : Gaylord Ravenal
- Emily Fitzroy
- Otis Harlan
- Alma Rubens
- Jack McDonald
- Jane La Verne
- Elise Bartlett
- Helen Morgan
- Gertrude Howard : Queenie

## Production
- Le film a été initialement tourné en muet, puis sonorisé à cause du succès du Chanteur de jazz.